# Ted Cruz
Pour les articles homonymes, voir Cruz.
Rafael Edward Cruz, dit Ted Cruz, né le 22 décembre 1970 à Calgary (Canada), est un homme politique américain, membre du Parti républicain et sénateur du Texas au Congrès des États-Unis depuis 2013.
Ted Cruz est solliciteur général du Texas de 2003 à 2008, à la suite de sa nomination par le procureur général du Texas Greg Abbott. Il est le premier Latino-Américain à accéder à ce poste au Texas, celui qui l'occupe le plus longtemps, ainsi que le plus jeune des États-Unis. Il devient par la suite associé au sein du cabinet d'avocats Morgan, Lewis & Bockius, où il est chargé des affaires portées devant les juridictions d'appel nationales et devant la Cour suprême des États-Unis.
Précédemment, il est directeur du Bureau de la planification politique (Office of Policy Planning) de la Federal Trade Commission, sous-procureur général adjoint au département de la Justice et conseiller en politique intérieure de George W. Bush lors de sa campagne présidentielle de 2000. En outre, Ted Cruz est professeur associé de droit à l'université du Texas à Austin de 2004 à 2009, où il enseigne les procédures judiciaires de la Cour suprême des États-Unis.
Il gagne la primaire républicaine en vue des élections sénatoriales américaines de 2012 au Texas face à David Dewhurst. Soutenu par le Tea Party et le Republican Liberty Caucus (aile libertarienne du parti), il remporte l'élection sénatoriale face au démocrate Paul Sadler. Il est réélu lors des élections sénatoriales de 2018 face au démocrate Beto O'Rourke. Candidat aux primaires républicaines pour l'élection présidentielle de 2016, il crée la surprise en remportant les scrutins organisés dans plusieurs États, notamment dans l'Iowa et le Texas. Il est finalement distancé par Donald Trump, auquel il se rallie après son investiture par le Parti républicain.

## Biographie
Ted Cruz naît à Calgary, dans la province de l'Alberta au Canada, où ses parents immigrants de Cuba travaillent dans l'industrie pétrolière,. Ils possèdent une entreprise spécialisée dans le traitement des données sismiques destinées aux foreurs pétroliers,. La famille Cruz retourne à Houston au Texas en 1974, après avoir travaillé sur les gisements pétroliers de la province d'Alberta, alors que le prix du pétrole chute et qu'ils actent la vente de leur entreprise de données sismiques. Plus tard, les parents de Ted Cruz divorcent alors que ce dernier est étudiant.

### Jeunesse et études
Ted Cruz fréquente la Faith West Academy, à Katy au Texas, un établissement privé mixte chrétien, et termine ses études secondaires à la Second Baptist High School à Houston en 1988 en tant que valedictorian. À cette époque il fréquente depuis ses treize ans la Free Market Education Foundation, un groupe de Houston créé par le think tank Free Enterprise Institute, qui se consacre à l'enseignement des principes du libre marché, et qui organise un concours annuel d'éloquence pour les élèves du secondaire intitulé « The Ten Pillars of Economic Wisdom » (« Les dix piliers de la sagesse économique »). Il s'agit de lire les œuvres d'auteurs libéraux tels que Milton Friedman, Friedrich Hayek, Frédéric Bastiat et Ludwig von Mises, puis d'écrire et de présenter un discours de vingt minutes. Ted Cruz en est l'un des vainqueurs dans sa ville chaque année, ce qui l'amène à voyager pour prononcer son discours devant différents cercles et associations. Il fait également partie des « Constitutional Corroborators », un groupe de cinq élèves sélectionnés par le think tank, qui leur enseigne la Constitution des États-Unis et leur apprend à mémoriser une version mnémotechnique de cette dernière. Ils font ensuite le tour du Texas et écrivent de tête cette version devant le public. À la fin de ses études secondaires, Ted Cruz a prononcé au moins 70 discours sur la Constitution.
Il entre à l'université de Princeton en 1988 et en sort diplômé cum laude en 1992 avec un Bachelor of Arts de la Woodrow Wilson School of Public and International Affairs,. À Princeton, il participe au club de débat de l'American Whig–Cliosophic Society et remporte le prix du meilleur débatteur au championnat national de débat des États-Unis de 1992 et au championnat nord-américain de débat de 1992. La même année, il se voit décerner le titre d'orateur national des États-Unis de l'année (U.S. National Speaker of the Year) et de l'équipe de l'année (avec son partenaire de débat David Panton). Il est aussi demi-finaliste du championnat universitaire mondial de débat de 1995.
Sa thèse sur la séparation des pouvoirs, intitulée Clipping the Wings of Angels, est inspirée du passage d'un texte attribué à James Madison : « If angels were to govern men, neither external nor internal controls on government would be necessary. » (« Si les anges gouvernaient les hommes, aucun contrôle, ni interne, ni externe, ne serait nécessaire »). Dans cette thèse, Ted Cruz soutient que les rédacteurs de la Constitution des États-Unis entendaient protéger les droits des citoyens, et que les deux derniers points de la Déclaration des droits marquent une limite explicite à la puissance de l'État. Il écrit : « They simply do so from different directions. The Tenth stops new powers, and the Ninth fortifies all other rights, or non-powers. » (« Ils le font simplement selon des axes distincts. Le dixième [amendement] bloque de nouveaux pouvoirs, et le neuvième renforce tous les autres droits, ou non-pouvoirs. »).
Par la suite, il étudie à la faculté de droit de Harvard dont il sort diplômé magna cum laude en 1995, avec un Juris Doctor,,. À Harvard, il est l'un des rédacteurs principaux de la Harvard Law Review, et le rédacteur en chef du Harvard Journal of Law and Public Policy, ainsi que l'un des fondateurs de la Harvard Latino Law Review. À propos de ses années à Harvard, l'universitaire Alan Dershowitz déclara au magazine National Review : « Cruz was off-the-charts brilliant. » (Proposition de traduction : « Cruz était exceptionnellement brillant. »). À Harvard, Ted Cruz fut lauréat en droit et économie de la John M. Olin Foundation.
Il est actuellement membre du comité consultatif (Board of Advisors) de la Texas Review of Law and Politics,.

### Carrière juridique

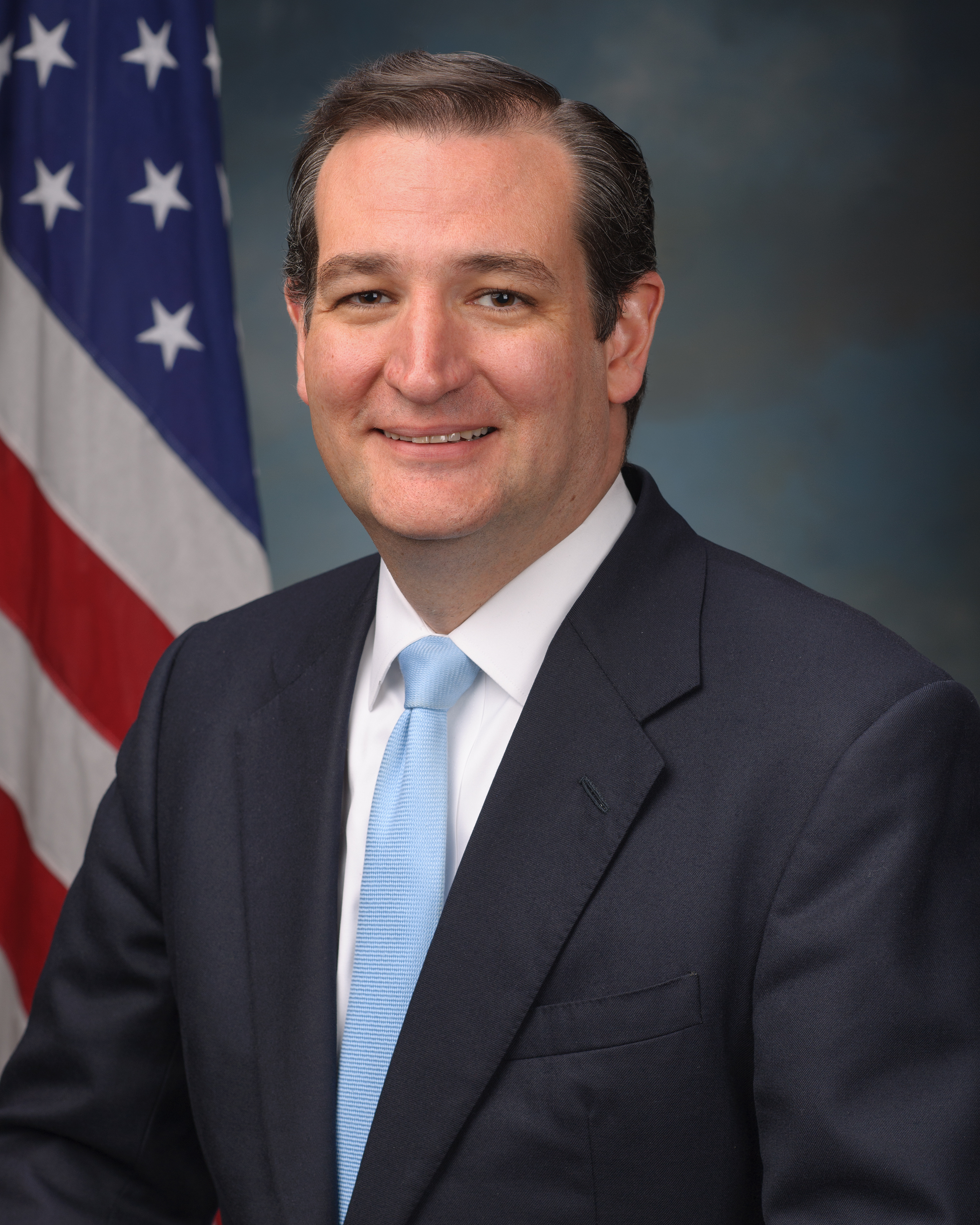
Ted Cruz en 2013.

Après ses études, Ted Cruz devient l'un des assistants de justice (law clerk) du juge en chef des États-Unis William Rehnquist, et de Michael Luttig, juge à la cour d'appel des États-Unis pour le quatrième circuit,. Il est le premier Latino-Américain à assister un juge en chef des États-Unis.
Par la suite, de 1997 à 1998, il travaille au sein du cabinet d'avocats Cooper, Carvin & Rosenthal (aujourd'hui Cooper & Kirk, LLC) basé à Washington D.C. En 1998, il est l'avocat du représentant au Congrès John Boehner qui poursuit le représentant Jim McDermott pour avoir donné à la presse un enregistrement d'une de ses conversations téléphoniques privées,.
En 1999 et 2000, il prend part à la campagne de George W. Bush pour l'élection présidentielle américaine en tant que conseiller en politique intérieure, s'occupant des questions juridiques. Il participe à la constitution de l'équipe juridique de Bush, à l'élaboration de la stratégie et à l'écriture de la plainte devant la Cour suprême de Floride et la Cour suprême des États-Unis dans l'affaire Bush v. Gore, lors du recompte des voix en Floride,. Il devient par la suite sous-procureur général adjoint au département de la Justice, et directeur du bureau de la planification politique (Office of Policy Planning) de la Federal Trade Commission, sous George W. Bush.
En 2003, Ted Cruz est nommé Solliciteur général du Texas par le procureur général du Texas Greg Abbott. À ce titre, il est l'auteur de plus de 80 mémoires déposés à la Cour suprême des États-Unis et présente 43 plaidoiries dont neuf devant cette même Cour suprême,,. Dans le cadre de l'arrêt historique District of Columbia v. Heller, il rédige le mémoire d'amicus curiae qui est signé par les procureurs généraux de 31 États, et qui soutient que l'interdiction des armes de poing par le district de Columbia doit être invalidée car elle enfreint le droit au port d'armes garanti par le deuxième amendement de la Constitution des États-Unis,. Pour l'affaire connexe à Heller, portée devant la cour d'appel des États-Unis pour le circuit du district de Columbia, Ted Cruz présente la plaidoirie pour les États,. Outre sa victoire dans l'arrêt Heller, Ted Cruz défend avec succès le monument des Dix Commandements installé dans les parterres du Capitole de l'État du Texas,, la récitation du Serment d'allégeance au drapeau des États-Unis dans les écoles publiques, et la majeure partie du redécoupage électoral du Texas de 2003. Dans l'affaire Medellín v. Texas, il défend avec réussite l'État du Texas contre une tentative de la Cour internationale de justice de réviser les procès de 51 condamnés à mort aux États-Unis,,.
En mai 2008, il quitte son poste de solliciteur général du Texas pour rejoindre en tant qu'associé le cabinet d'avocats Morgan, Lewis & Bockius, où il est chargé des affaires portées devant les juridictions d'appel nationales et devant la Cour suprême des États-Unis.
Ted Cruz a été classé par le magazine The American Lawyer parmi les 50 meilleurs avocats plaidants de moins de 45 ans aux États-Unis,, par The National Law Journal parmi les 50 avocats issus des minorités les plus influents aux États-Unis,, et par Texas Lawyer parmi les 25 plus grands avocats texans du dernier quart de siècle,.

### Parcours politique

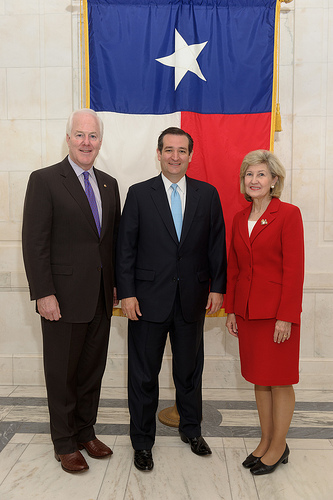
Les sénateurs du Texas John Cornyn, Ted Cruz et Kay Bailey Hutchison.

#### Sénateur des États-Unis

##### Élection de 2012
L'élection de Ted Cruz au Sénat des États-Unis fut qualifiée par The Washington Post de « biggest upset of 2012... a true grassroots victory against very long odds. » (Proposition de traduction : « plus grande surprise de 2012 (...) une vraie victoire de terrain, remportée contre toute attente. ») Le 19 janvier 2011, à la suite de l'annonce par la sénatrice Kay Bailey Hutchison qu'elle ne se représentera pas à la prochaine élection sénatoriale, Ted Cruz déclare lors d'une téléconférence avec des blogueurs, sa candidature pour le siège de sénateur des États-Unis pour l'État du Texas. Qualifié avec 34,2 % des voix pour le second tour de l'élection primaire du Parti républicain, il fait face au lieutenant-gouverneur du Texas David Dewhurst, qui est arrivé en tête du premier tour avec 44,6 % des voix. Ted Cruz est soutenu par l'organisation fiscalement conservatrice Club for Growth (en), par le Super PAC de l'organisation libertarienne et conservatrice FreedomWorks, par le rédacteur en chef du célèbre blog conservateur RedState Erick Erickson, par l'animateur de radio Mark Levin, par l'ancien procureur général des États-Unis Edwin Meese, par l'organisation Tea Party Express (en), par les Young Conservatives of Texas (en), et par les sénateurs des États-Unis Tom Coburn[réf. nécessaire], Jim DeMint, Mike Lee, Rand Paul et Pat Toomey. Il reçoit également le soutien de l'ancien gouverneur de l'Alaska Sarah Palin, du représentant texan au Congrès Ron Paul, de George Prescott Bush, et de l'ancien sénateur des États-Unis Rick Santorum. Le 31 juillet 2012, Ted Cruz remporte le second tour de la primaire républicaine avec une avance de 14 points sur David Dewhurst.
Lors de l'élection générale du 6 novembre 2012, il affronte le candidat du Parti démocrate Paul Sadler, un avocat et ancien membre de la Chambre des représentants du Texas d'Henderson dans l'est de l'État. Ted Cruz remporte l'élection avec 4 440 137 voix (56,45 %) contre 3 194 927 voix (40,62 %) pour son adversaire démocrate. Deux candidats de partis mineurs se partagent les 3 % restants. Ted Cruz recueille 35 % des voix latino-américaines lors de l'élection générale.
Au Sénat, il est notamment membre du Comité des forces armées et du Comité judiciaire. À partir de novembre 2012, il est vice-président du comité sénatorial républicain national (en).

#### Primaires républicaines de 2016

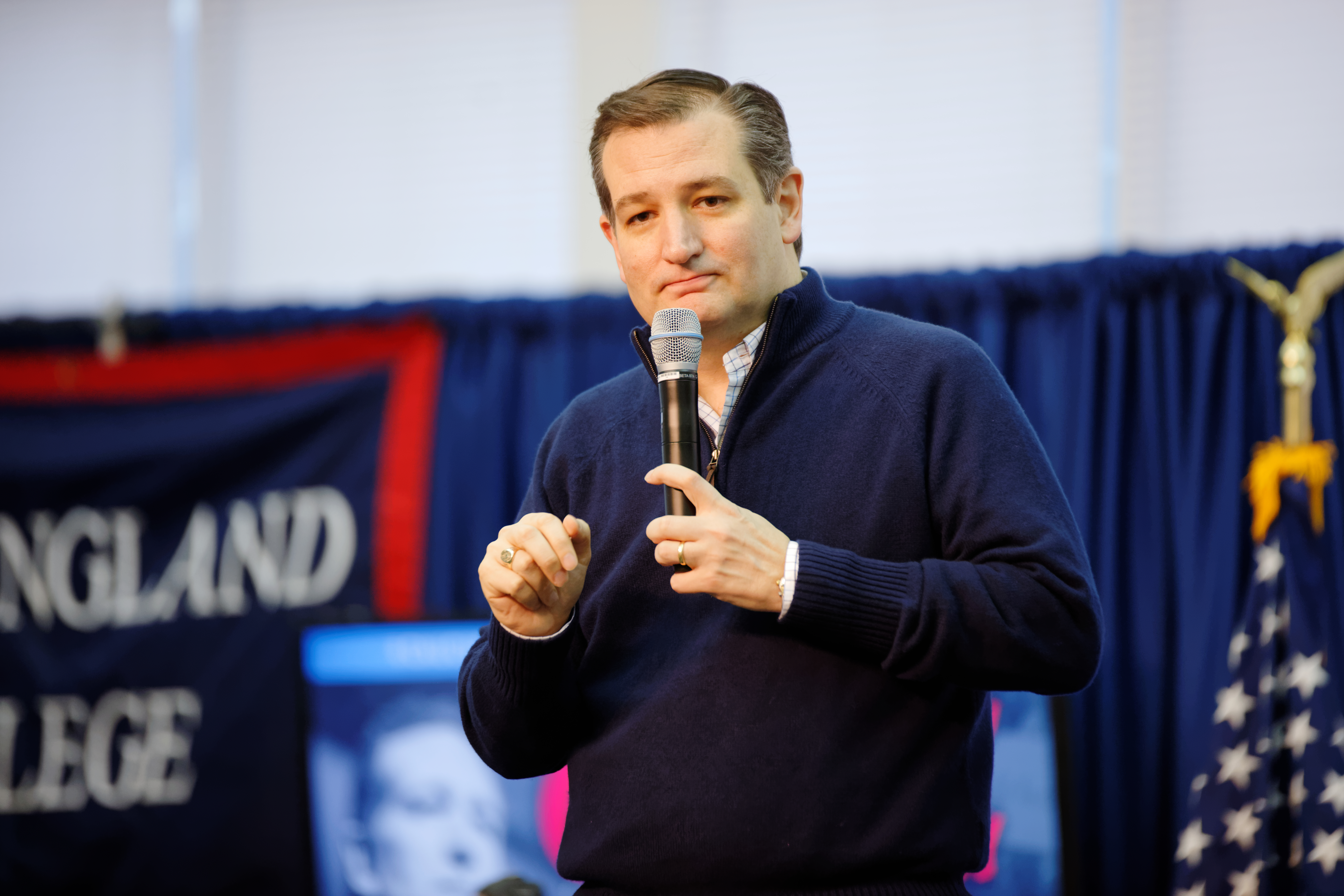
Ted Cruz en campagne au New Hampshire en février 2016.

Le 23 mars 2015, Ted Cruz annonce lors d'une allocution à l'université Liberty qu'il se porte candidat aux primaires républicaines pour l'élection présidentielle de 2016. Son discours apparaît comme fortement religieux et parsemé de références au Christ, dans le but d'attirer les électeurs évangéliques, dont l'appui est souvent un atout important dans les primaires républicaines.
Dans les semaines précédant les premiers scrutins, Ted Cruz apparaît comme le rival le plus sérieux de l'ultra-favori, le milliardaire populiste Donald Trump. Souvent considéré comme étant le candidat en lice le plus conservateur, il suscite de très fortes inimitiés dans son propre camp. Ainsi, une partie de l'establishment du parti juge Cruz encore plus dangereux que Trump pour l'avenir du Parti républicain et entretient à son égard une détestation personnelle,.

Carte représentant le pourcentage du vote pour Ted Cruz par État lors des primaires présidentielles républicaines de 2016.

Son discours évangélique lui permet de réaliser de bons scores dans les États à tenir leurs scrutins, en février 2016. Il arrive ainsi en tête au caucus de l'Iowa avec 27,6 % des suffrages exprimés, devançant Donald Trump et Marco Rubio. Lors de la primaire du New Hampshire, il termine loin derrière Donald Trump et John Kasich, mais il arrive tout de même en troisième position dans un État qui lui était pourtant jugé peu favorable. Lors de la primaire de Caroline du Sud, dont l'électorat républicain est pourtant principalement composé de chrétiens évangéliques, il est devancé par Donald Trump et Marco Rubio. Les analystes estiment alors que ce faible score dans un État du Sud lui laisse peu de chance pour l'emporter au niveau national. Cependant, lors du Super Tuesday du 1er mars et les semaines suivantes, il enregistre des résultats surprenants dans les États les plus conservateurs. Il remporte ainsi l'Alaska, l'Idaho, le Kansas, le Maine, l'Oklahoma et le Texas. Par ailleurs, le retrait de Marco Rubio de la course le 15 mars à la suite de sa défaite en Floride fait de Ted Cruz le principal rival de Donald Trump. Le 5 avril, il remporte l'État du Wisconsin avec plus de 52,4 % des voix, face à Donald Trump et John Kasich. Le 27 avril, il annonce qu'il choisit Carly Fiorina comme colistière pour la présidentielle. Le 3 mai, il abandonne la course à la présidentielle après son échec à la primaire dans l'Indiana.
Donald Trump est investi candidat du Parti républicain en juillet 2016. Ted Cruz lui apporte son soutien deux mois plus tard, le 23 septembre suivant, après l'avoir d'abord refusé lors de son discours de la Convention républicaine de juillet, s'attirant alors les huées des militants,.

#### Première présidence de Donald Trump
Après l'élection présidentielle et l'investiture de Donald Trump, en janvier 2017, Ted Cruz reste un de ses plus fidèles soutiens. Il intervient à plusieurs reprises lors du débat autour du remplacement de l'Obamacare, en juillet et septembre 2017, en appuyant les tentatives d'abrogation de la réforme de santé de Barack Obama. Il soutient également activement la réforme fiscale du président, souhaitant une baisse générale des impôts pour tous les citoyens américains.
Immédiatement après son échec aux primaires présidentielles de 2016, il se déclare candidat à sa réélection aux élections sénatoriales de 2018. Le 6 mars 2018, il remporte l'investiture de son parti lors de la primaire républicaine, obtenant plus de 85 % des suffrages exprimés. Lors de l'élection générale, à la suite d'une compétition serrée, il bat le démocrate Beto O'Rourke en récoltant 50,9 % des suffrages exprimés.
Pour l'élection présidentielle de 2020, Ted Cruz apporte son soutien à Donald Trump afin que celui-ci obtienne un second mandat[réf. nécessaire]. Il met en cause la régularité du processus électoral lors de l'élection présidentielle, cautionnant les propos de Donald Trump au sujet de « fraudes » qu'organiserait le Parti démocrate.

#### Présidence de Joe Biden
Durant la présidence de Joe Biden, Ted Cruz s'oppose à la politique exécutive et questionne toujours la légitimité de l'élection présidentielle.

#### Seconde Présidence de Trump
Un temps vu comme candidat pour la primaire présidentielle républicaine de 2024, il se présente finalement pour sa réélection au Sénat où il remporte un troisième mandat contre le représentant démocrate Colin Allred.
Il n'exclut pas de se représenter pour l'élection présidentielle de 2028.
En juin  2025, lors d'une interview avec Tucker Carlson, le sénateur Ted Cruz qualifie l'Iran de menace majeure, arguant d'un complot présumé d'assassinat contre Donald Trump impliquant un agent iranien (fake news). Il appelle à ce que les Etats-Unis interviennent pour déboucher sur un changement de régime en Iran, affirmant que cela servirait les intérêts des États-Unis. Cruz compare sa position à la stratégie américaine de la guerre froide visant l’effondrement de l’Union soviétique,. Il réaffirme  son opposition ferme à l’accord nucléaire iranien négocié sous l’administration Obama.

## Vie privée

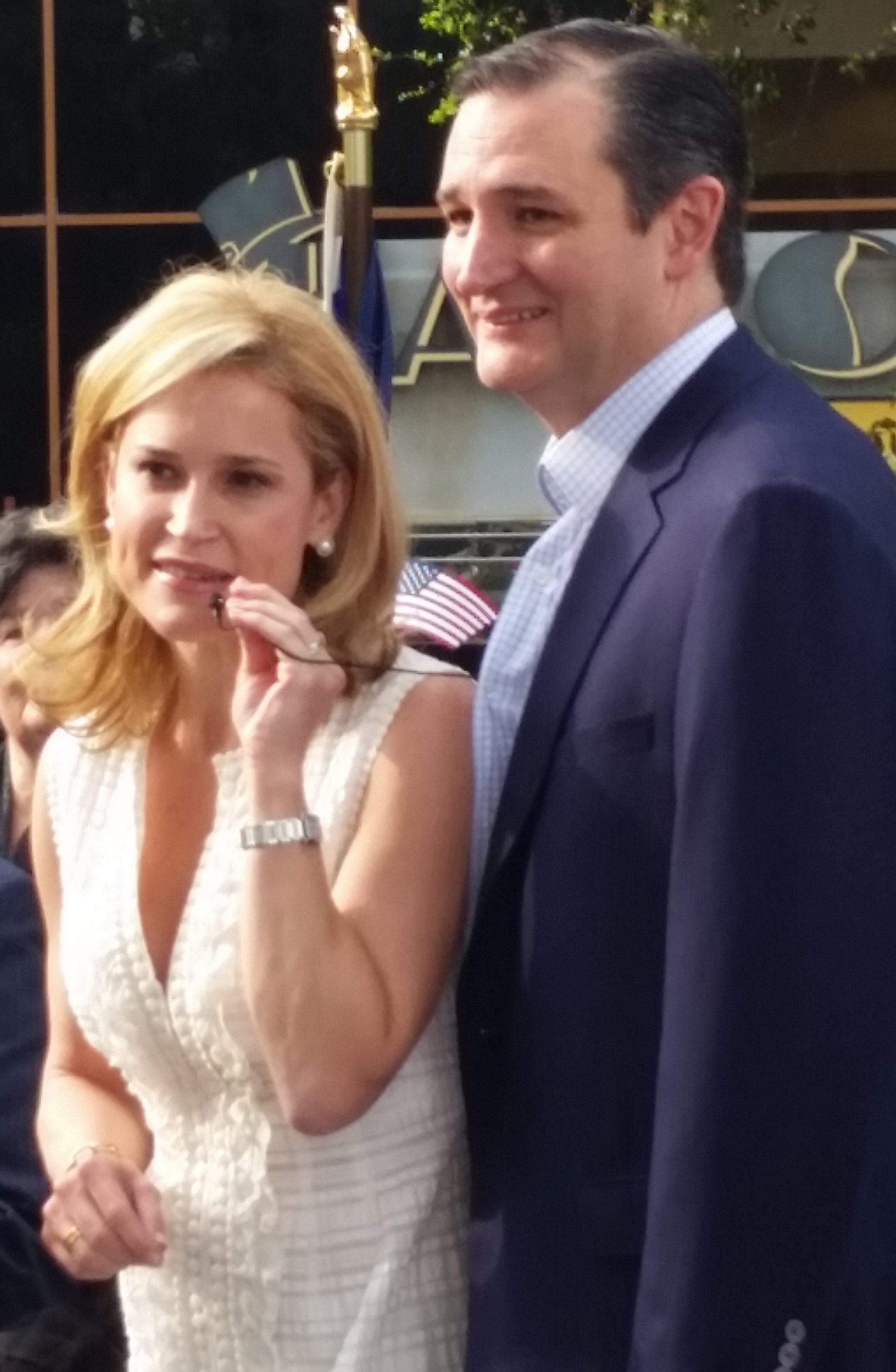
Ted Cruz avec son épouse Heidi.

Ted Cruz est marié à Heidi Cruz (née Nelson) depuis mai 2001. Le couple a deux filles : Caroline Camille et Catherine Christiane. Ils se sont rencontrés lorsqu'ils travaillaient tous deux pour la campagne présidentielle de George W. Bush en 2000.
Fidèle baptiste, il est membre d'une église affiliée à la Convention baptiste du Sud.

## Prises de position

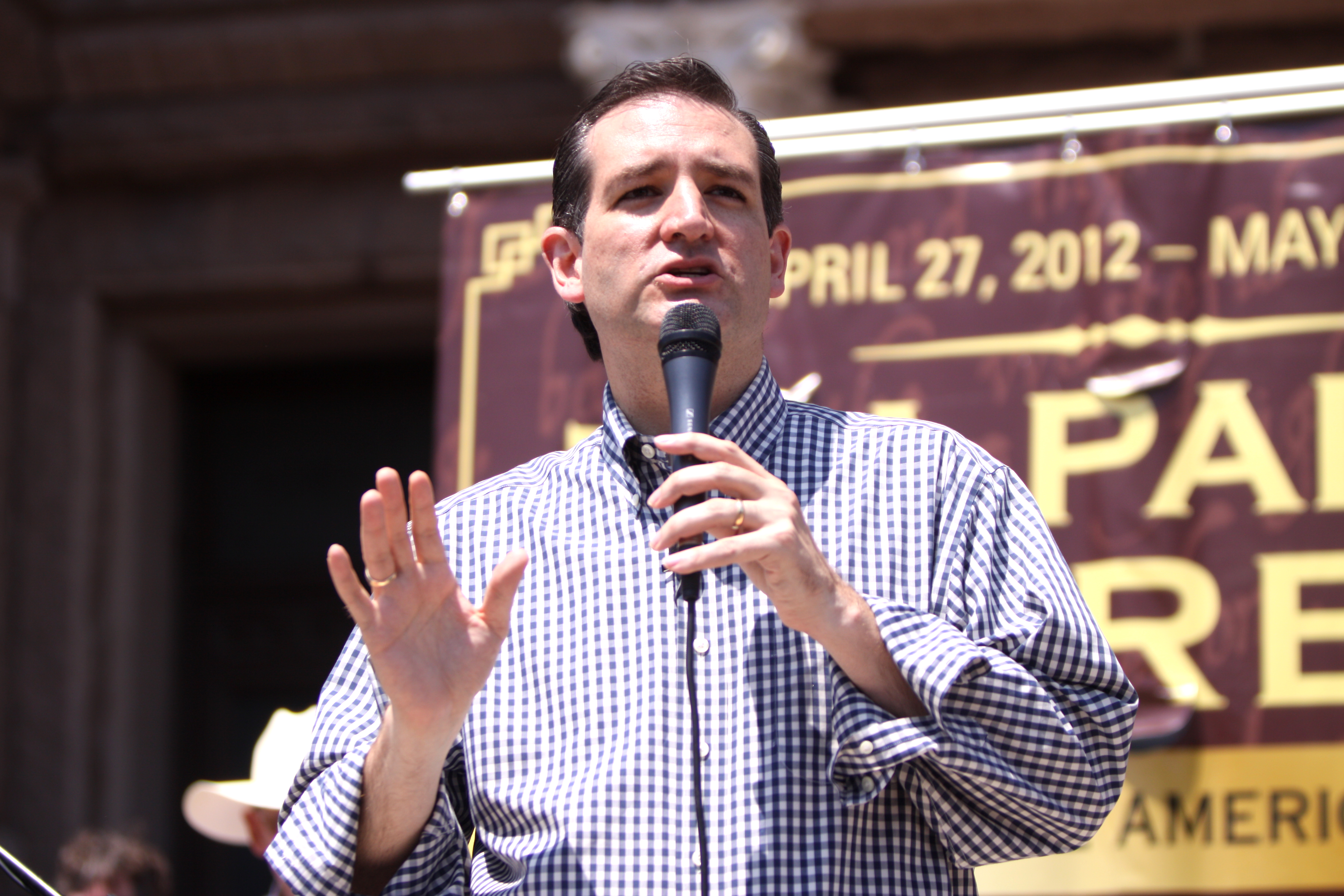
Ted Cruz lors d'un rassemblement du Tea Party à Austin (Texas) en 2012.

Ted Cruz est associé au Tea Party. Il est généralement considéré comme faisant partie de l'aile conservatrice du Parti républicain. L'analyse de ses votes au Sénat par l'American Conservative Union (ACU) montre qu'il a voté à 100 % en accord avec les positions de cette organisation en 2013 et 2014. Seuls les sénateurs Tom Coburn et Mike Lee ont fait de même,. Le think-tank conservateur Heritage Foundation lui donne un score de 95 % pour son action au Sénat durant le 113e Congrès alors que la moyenne des sénateurs républicains est de 63 % et que seul Mike Lee le dépasse avec 97 %. Son « liberty score » attribué par Conservative Review sur la base de ses votes au Sénat depuis son élection est, en novembre 2015, de 97 %. Seul Mike Lee le dépasse (100 %). Lors des votes au Sénat considérés comme clés par l'organisation conservatrice et libertarienne FreedomWorks, Ted Cruz a voté à 100 % en accord avec cette dernière en 2013 et à 92 % en 2014,. Il est classé à l'extrême droite de l'échiquier politique par certains médias européens.

### Économie
Depuis son élection au Sénat, Ted Cruz critique la politique économique de l'administration Obama. Réprimandant ses collègues républicains à propos des défaites électorales de 2012, il juge que les Républicains sont et devraient être le « parti des 47 % », et que les mots « croissance » et « opportunité » devraient être tatoués sur les mains de tous les Républicains.
En février 2014, il s'oppose à une augmentation sans condition du plafond de la dette publique de l'État fédéral. Il oblige le Sénat à procéder à un vote à 60 voix de majorité sur le sujet au lieu de 51, ce qui contraint certains sénateurs républicains à voter en faveur de la hausse du plafond. Il explique à cette occasion : « Ce que les politiciens républicains détestent et craignent par-dessus tout, c'est d'être forcés à dire la vérité. […] Ils voulaient pouvoir dire à leurs électeurs, qu'ils croient bêtes et naïfs, qu'ils n'ont pas augmenté le plafond de la dette »,.

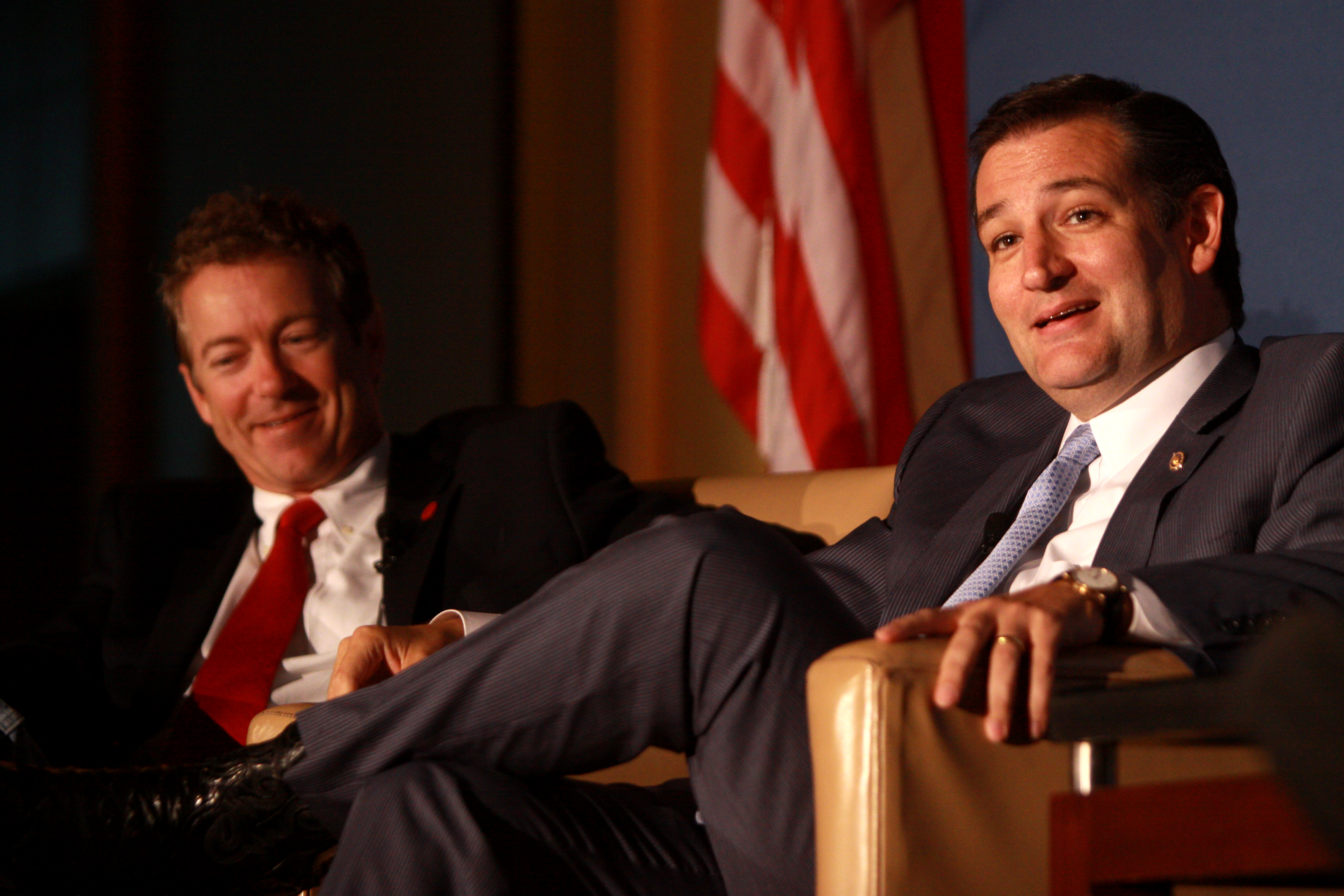
Ted Cruz aux côtés de Rand Paul, l'une des figures de la mouvance du Libertarianisme de droite dans le Parti républicain, en 2013.

Avec le sénateur Rand Paul, il présente en janvier 2015 le Federal Reserve Transparency Act, un projet de loi qui permettrait d'auditer la Réserve fédérale. Il assure alors : « Trop, c'est trop. La Réserve fédérale doit ouvrir complètement ses livres de comptes pour que le Congrès et le peuple américain puissent voir ce qu'il se passe. » Lors du débat des primaires présidentielles républicaines sur CNBC en octobre 2015, il déclare : « Je pense que la Réserve fédérale devrait arrêter d'essayer de soutenir notre économie, et devrait simplement se concentrer sur une monnaie saine et sur la stabilité monétaire, idéalement indexée sur l'or »,.
Le Center for Trade Policy Studies du Cato Institute et le Wall Street Journal le classent parmi les partisans du libre-échange,. Dans le cadre de la négociation de l'accord de partenariat transpacifique, il se montre dans un premier temps favorable à la trade promotion authority (TPA), c'est-à-dire au pouvoir octroyé au Président des États-Unis par le Congrès de négocier les traités de commerce international sans que ce dernier ne puisse ensuite les amender, mais seulement les approuver ou non. Il signe à cette occasion, en avril 2015, une tribune dans le Wall Street Journal apportant son soutien à la TPA, et il vote la mesure au Sénat le mois suivant. Cependant, lors d'un vote décisif pour la TPA en juin 2015, il change de position et vote contre,. Il reproche au texte proposé de permettre la négociation des lois en matière d'immigration, et de faire selon lui l'objet d'un accord secret entre les leaders républicains et certains sénateurs en échange de la réouverture de l'Eximbank. Il est un opposant de l'Eximbank.
Ted Cruz a proposé la suppression de l'Internal Revenue Service (IRS) et la mise en place d'un impôt à taux unique qui permettrait à « l'Américain moyen de déclarer ses revenus sur une carte postale ». Durant sa campagne aux primaires présidentielles républicaines, en 2015, il renouvelle son intention de supprimer l'IRS et de « mettre fin à son abus de pouvoir et sa violation des droits constitutionnels des Américains ». Il propose un impôt à taux unique de 10% sur les revenus individuels et, en remplacement de l'impôt sur les sociétés et des taxes sur les traitements et salaires (payroll taxes), une TVA de 16%. Il propose également la suppression des droits de succession (estate tax). Il s'oppose au Marketplace Fairness Act, un projet de loi qui permettrait à un État de percevoir des taxes sur un achat en ligne pour lequel le vendeur n'est pas physiquement présent dans ce même État. Pour lui, ce projet aboutirait à un fardeau fiscal qui nuirait à la concurrence en créant des coûts supplémentaires pour les entreprises dont l'activité est basée sur internet. En avril 2015, en tant que candidat aux primaires présidentielles, il signe le Taxpayer Protection Pledge de Grover Norquist, s'engageant ainsi à s'opposer à toute hausse d'impôt.
Il est fortement opposé à toute hausse du salaire minimum. Selon lui, ce dernier « nuit constamment aux plus vulnérables, ». En janvier 2015, il prend position contre le projet du Président Barack Obama d'augmenter le salaire minimum fédéral à 10,10 dollars par heure, soutenant que cette mesure aboutirait à des « destructions d'emplois à grande échelle ».

### Politique intérieure

#### Avortement

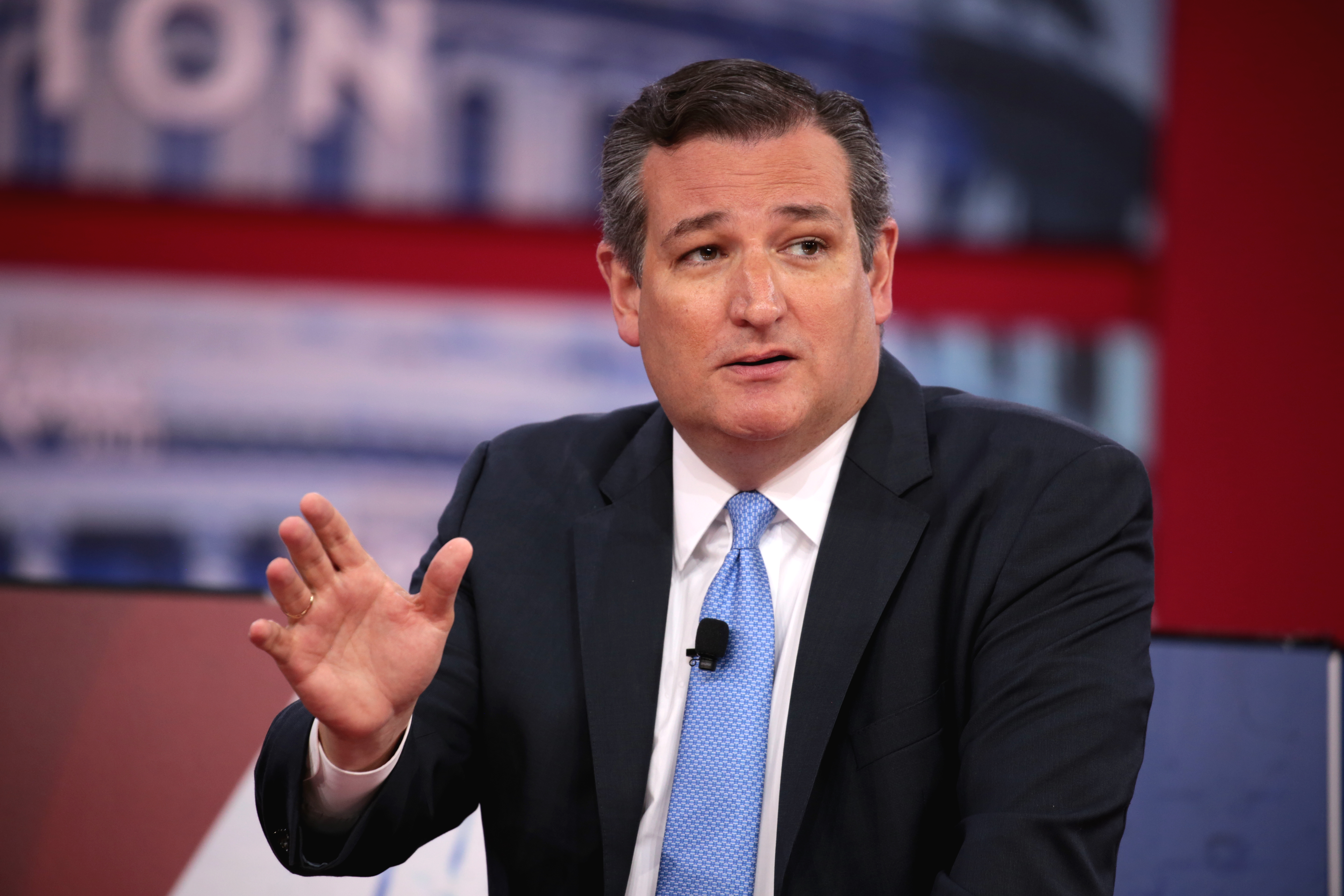
Ted Cruz à la Conservative Political Action Conference de 2018.

Ted Cruz est pro-vie à l'exception des cas où la grossesse met en danger la vie de la mère,.

#### Peine de mort
Cruz est favorable à l'utilisation de la peine de mort. Lors de sa campagne sénatoriale de 2012, il mentionne régulièrement son rôle en tant que conseil de l'État du Texas dans l'arrêt Medellín v. Texas de 2008, dans lequel la Cour suprême jugea légal le fait pour le Texas de refuser l'ordre de la Cour internationale de justice de réviser les jugements de plusieurs dizaines de Mexicains condamnés à mort en attente d'être exécutés. Ted Cruz désigne cette affaire comme la plus importante de sa carrière de solliciteur général du Texas.
En septembre 2015, après un appel du pape François pour l'abolition universelle de la peine de mort devant une session conjointe du Congrès, Ted Cruz s'affirme en désaccord avec le pape sur ce sujet, déclarant : « I believe the death penalty is a recognition of the preciousness of human life. » (« Je crois que la peine de mort est un moyen de reconnaître la valeur de la vie humaine. »).

#### Libertés individuelles et surveillance électronique
En 2013, à la suite des révélations d'Edward Snowden sur les programmes américains de surveillance de masse, Ted Cruz déclare : « S'il s'avère que le gouvernement fédéral collecte effectivement des millions de données personnelles de citoyens respectueux de la loi, et si les restrictions d'accès ou d'analyse de ces documents s'avèrent effectivement minimales, alors je pense que M. Snowden a rendu un service public considérable en mettant cela en lumière. Si M. Snowden a violé les lois de ce pays, il y a des conséquences à cela, et c'est quelque chose qu'il a publiquement déclaré comprendre, et je pense que la loi doit être appliquée. »,.
En 2014, il se déclare en accord avec des démocrates tel que le sénateur Patrick Leahy en estimant que la surveillance des citoyens respectueux de la loi va trop loin. Il décrit ce que sont selon lui les attentes des Américains sur ce sujet : « Une surveillance bien plus approfondie des méchants, des gens dont nous avons une raison de croire qu'ils préparent un attentat » et « une protection bien plus grande des citoyens respectueux de la loi. »,.
En 2015, il vote en faveur du USA Freedom Act (en), qui prolonge certains dispositions du Patriot Act tout en limitant par rapport à ce dernier le pouvoir de surveillance des autorités,. Sa position contraste avec celle de certains de ses adversaires aux primaires présidentielles du Parti républicain, tels que Rand Paul (qui a voté contre le projet de loi estimant qu'il ne va pas assez loin dans la limitation des pouvoirs de la NSA) et Marco Rubio (qui a voté contre parce qu'il était en faveur d'une reconduction sans modification du Patriot Act),.

#### Immigration

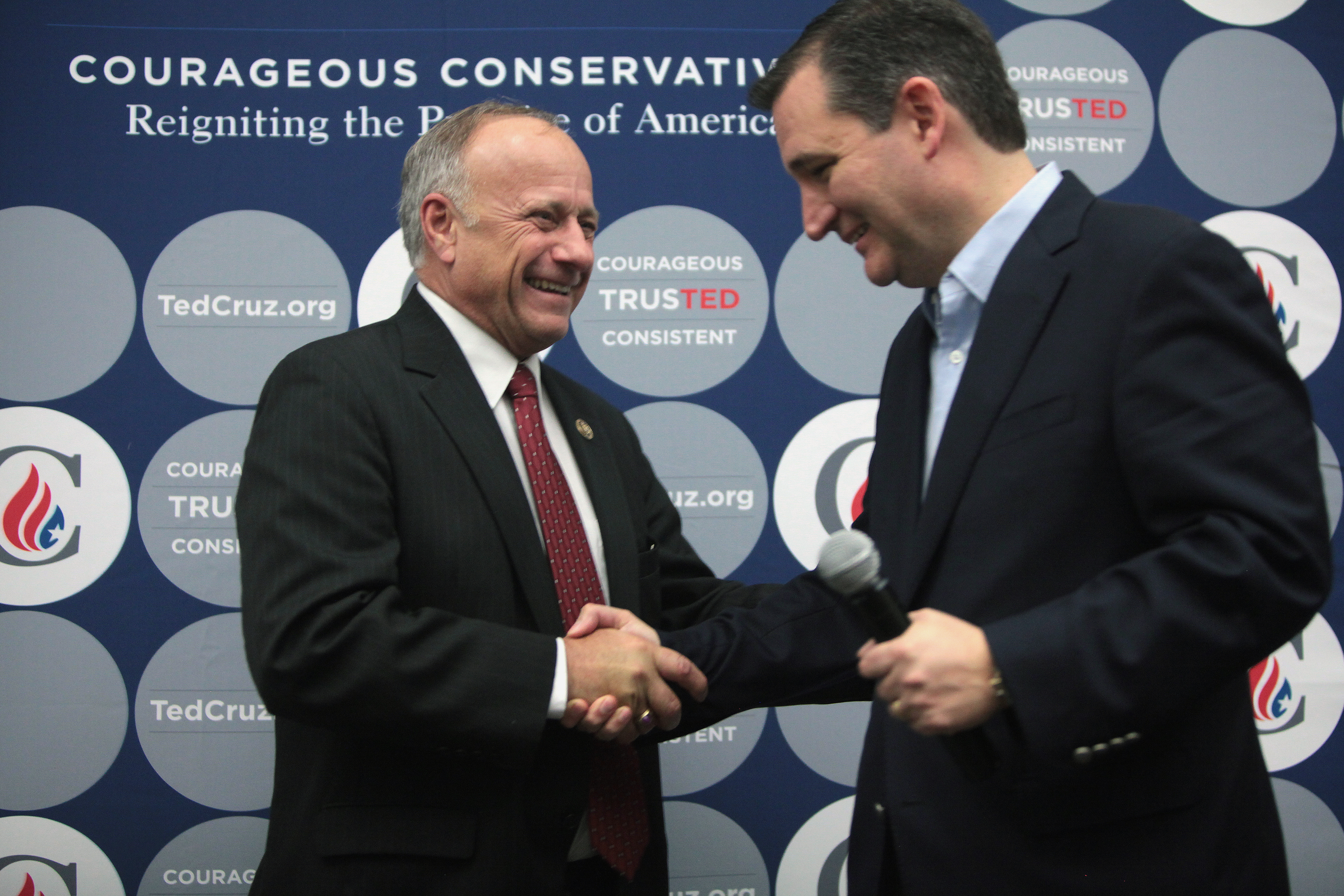
Ted Cruz aux côtés de Steve King dans l'Iowa en 2015.

Ted Cruz est opposé à toute forme d'immigration portant un risque terroriste ou suspectée d'être dangereuse pour la sécurité nationale américaine en raison de son pays d'origine. Il est favorable à une restriction des conditions d'immigration aux États-Unis. Lors de sa campagne présidentielle de 2016, il met en avant le soutien à sa candidature du représentant au Congrès Steve King, réputé pour ses positions fermes sur la politique migratoire. Celui-ci a déclaré que Ted Cruz est un candidat capable de rétablir l'esprit de l'Amérique. Ted Cruz soutient également la construction d'un mur, prônée par Donald Trump, le long de la frontière américano-mexicaine. Il affirme que l'immigration clandestine est néfaste pour l'économie et la sécurité américaines.
Cependant, il se déclare opposé aux séparations des enfants de leurs parents dans le cadre des politiques de contrôle de l'immigration à la frontière mexicaine menées par l'administration Trump.

#### Éducation
Ted Cruz est un partisan du libre choix de l'école et du chèque éducation (school voucher). Il est un opposant à l'initiative Common Core State Standards qui vise à instaurer dans l'enseignement primaire et secondaire un socle de compétences commun à tous les États. Lors de sa campagne sénatoriale de 2012, il milite pour la suppression du département de l'Éducation des États-Unis.
En mars 2013, il propose un amendement pour abroger le Health Care and Education Reconciliation Act de 2010, lequel a selon lui « transféré les prêts [pour les étudiants] des banques privées au gouvernement fédéral, réduit les paiements mensuels au profit des plans de remboursement basés sur le revenu, et grandement développé les bourses Pell,. » En 2014, il vote pour empêcher le Student Emergency Loan Refinancing Act, un projet de loi présenté par la sénatrice démocrate Elizabeth Warren, d'être soumis au vote du Sénat.

#### Armes à feu
Ted Cruz est un partisan du droit à porter et à détenir des armes à feu. Le 25 mars 2013, avec les sénateurs Rand Paul et Mike Lee, il met en garde le chef de la majorité du Sénat Harry Reid qu'il fera obstruction (filibustering) à tout projet de loi qui mettrait en place le contrôle des armes à feu. Le 17 avril 2013, il vote contre cet amendement. Les Républicains réussissent à faire obstruction à ce projet avec 46 votes contre 54 (60 voix étaient nécessaires).
En avril 2015, il affirme avoir encouragé le comité des forces armées du Sénat à tenir des auditions sur la possibilité pour les membres de l'armée de porter dans les bases militaires intérieures des armes à feu dissimulées, lieux où c'est en général interdit. Il estime que les militaires devraient être mieux équipés afin de se protéger contre des incidents comme les tueries du Washington Navy Yard en 2013 et de Fort Hood en 2009. Il déclare qu'il est selon lui important d'avoir un débat public sur la question, sur « pourquoi nous refusons à nos soldats la possibilité d'exercer leurs droits garantis par le deuxième amendement ».

#### Écologie
Ted Cruz nie l'existence même du changement climatique. Il a signé en compagnie des sénateurs Marco Rubio et Rand Paul une promesse de « s'opposer à toute législation relative au changement climatique » qui impliquerait une hausse des impôts ou des taxes, particulièrement pour les compagnies pétrolières,.

#### Mariage homosexuel
Il est opposé au mariage homosexuel.

#### Wokisme
Il dénonce le mode « économies d'énergie » de la Xbox dans lequel il déclare voir une influence « wokiste »,.

### Relations internationales
En 2004, il critique le candidat démocrate à l'élection présidentielle John Kerry expliquant : « He was against defending American values, against standing up to our enemies, and, in effect, for appeasing totalitarian despots. » (Proposition de traduction : « Il s'est montré opposé à la défense des valeurs américaines, à la résistance à nos ennemis, et, en effet, favorable à l'apaisement face aux despotes totalitaires. »)
En 2013, il déclare que les États-Unis ne sont pas concernés par la guerre civile syrienne (« no dog in the fight »).
Lors du débat des primaires présidentielles du Parti républicain organisé le 10 mars 2016 à Miami, il se prononce en faveur d'une rupture des relations diplomatiques avec Cuba.
Par ailleurs, en 2015, après l'annonce d'un accord nucléaire entre l'administration Obama et l'Iran, Ted Cruz dénonce un traité menaçant directement la sécurité des États-Unis et d'Israël.

## Historique électoral

### Sénat
| Année | Ted Cruz | Démocrate | Libertarien | Vert  |
| ----- | -------- | --------- | ----------- | ----- |
| Année |          |           |             |       |
| 2012  | 56,5 %   | 40,6 %    | 2,1 %       | 0,9 % |
| 2018  | 50,9 %   | 48,3 %    | 0,8 %       | —     |